# Sersheim
Sersheim település Németországban, azon belül Baden-Württembergben. Lakosainak száma 5790 fő (2023. december 31.). Sersheim Oberriexingen és Sachsenheim községekkel határos.

## Népesség
A település népessége az elmúlt években az alábbi módon változott:
| Lakosok száma | 2585 | 3012 | 3373 | 3820 | 4209 | 4706 | 4968 | 5123 | 5471 | 5790 |
|               | 1961 | 1967 | 1974 | 1980 | 1987 | 1993 | 2000 | 2006 | 2013 | 2023 |